# Universitatea din Lille
Universitatea din Lille este cea mai mare adunare de universități din Franța.
Aici studiază 110 mii de studenți, 4 mii de doctoranzi. 

## Universități
- Universitatea Lille I : Știință
- Campus Lille II : Juridică
- Campus Lille III : politică, arte, sociologie
- Institutul Tehnologic al Lille (École centrale de Lille)

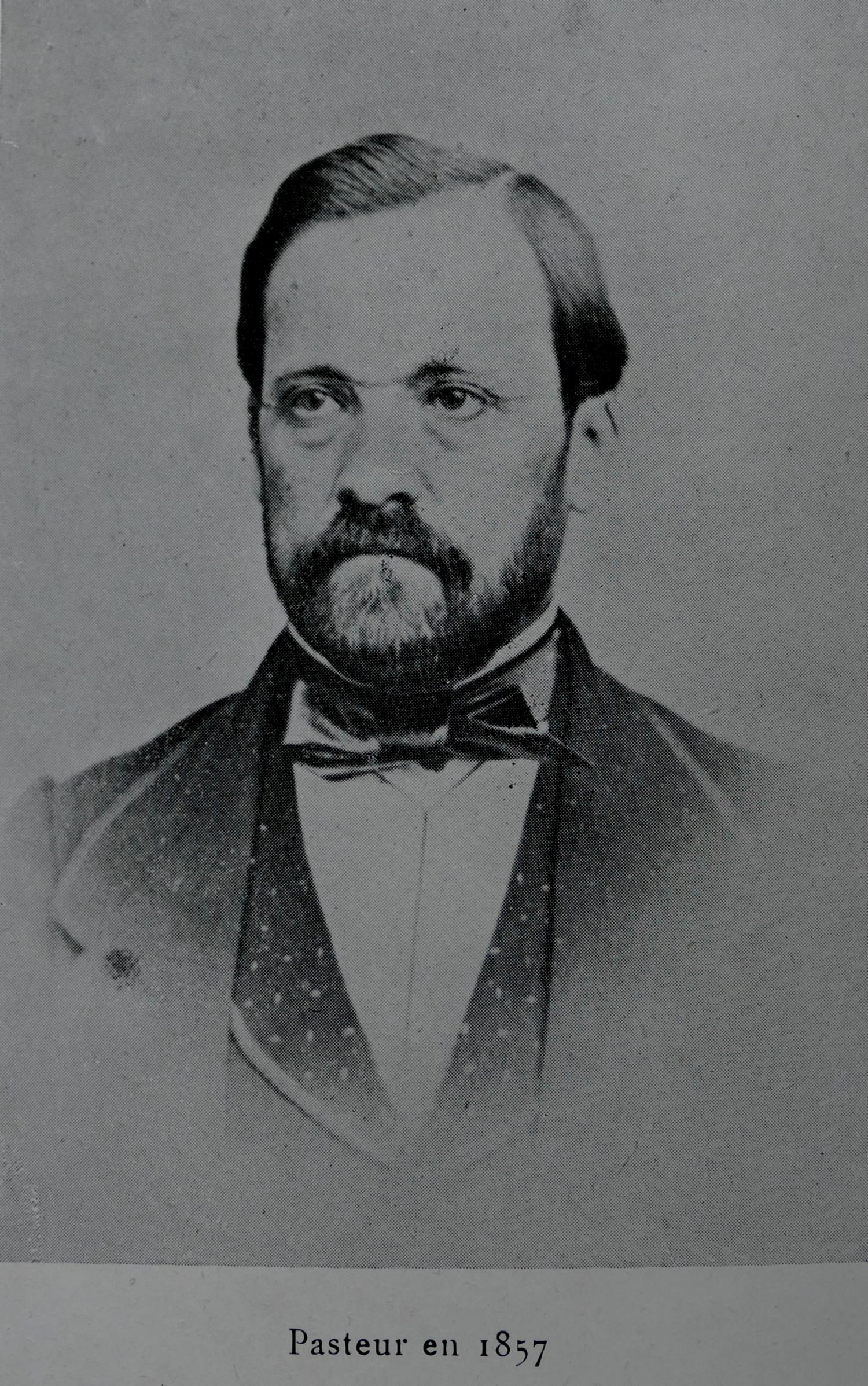
Louis Pasteur
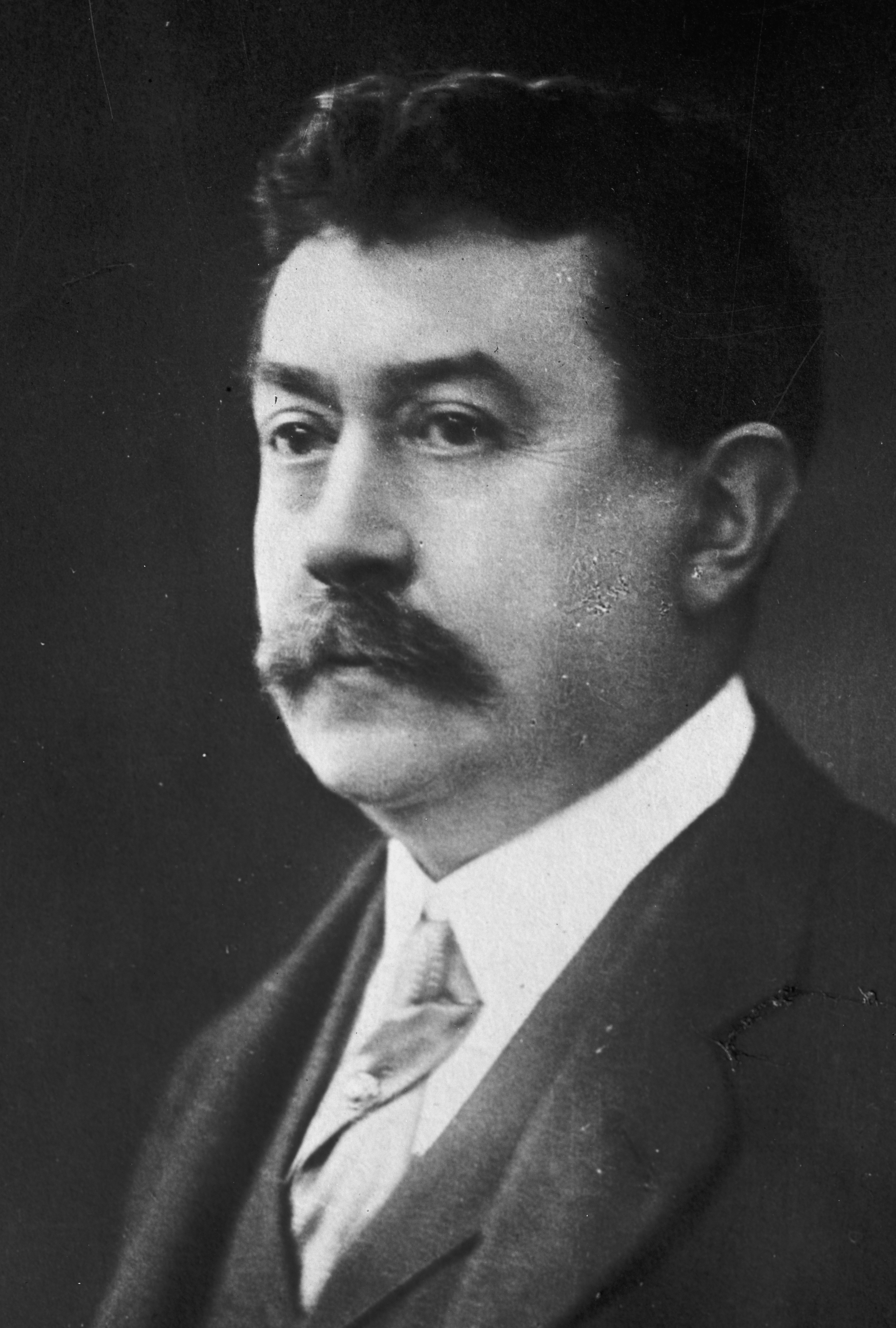
Paul Painlevé